# Districte de la Glâne

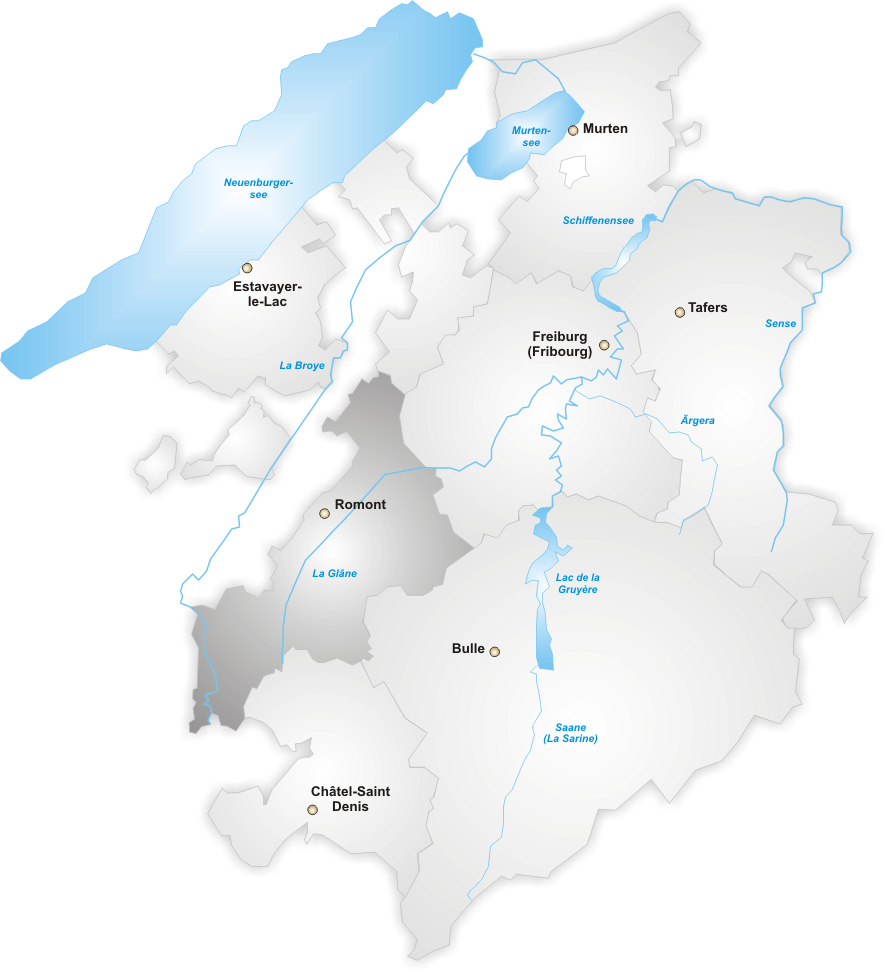
Districte de Glâne

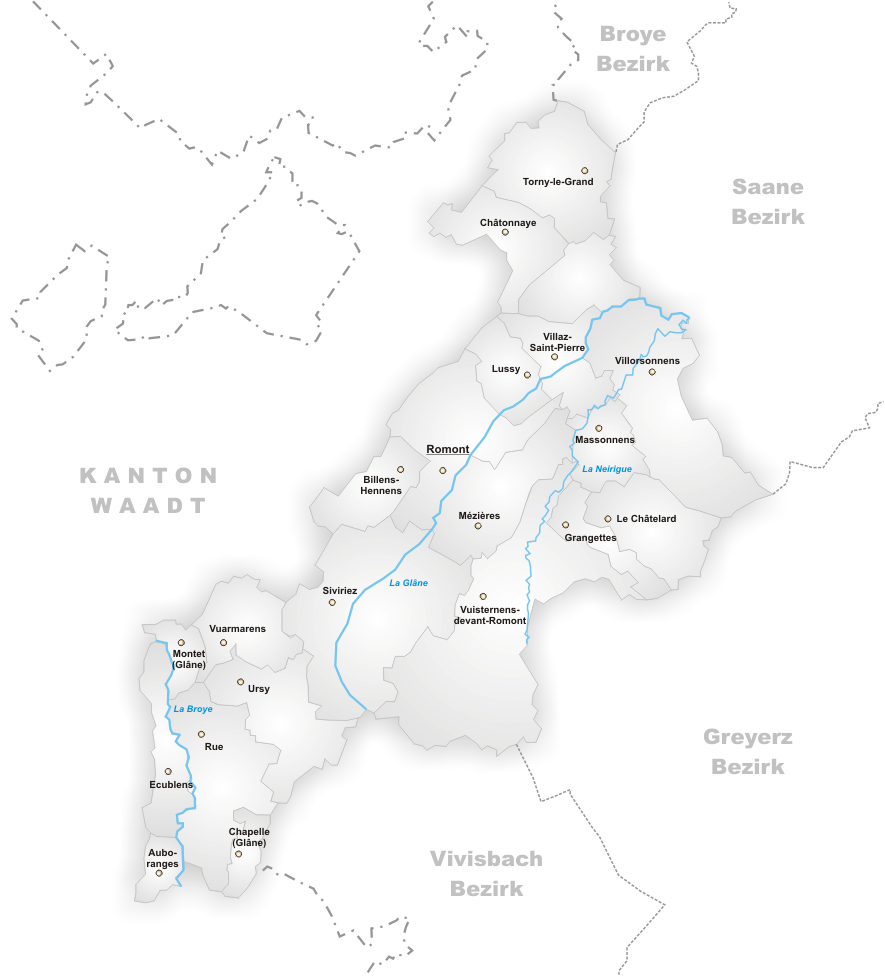
Municipis del districte de Glâne

El Districte de Glâne (en alemany Glânebezirk) és un dels set districtes del Cantó de Friburg a Suïssa. Té 18975 habitants (cens de 2005) i una superfície de 168,84 km². Està format per 20 municipis i el cap del districte és Romont. Es tracta d'un districte amb el francès com a llengua oficial.

## Municipis
| Nom                       | Habitants (2005) | Superficie en ha |
| ------------------------- | ---------------- | ---------------- |
| Auboranges                | 239              | 191              |
| Billens-Hennens           | 649              | 489              |
| Chapelle                  | 229              | 203              |
| Châtonnaye                | 584              | 636              |
| Ecublens                  | 274              | 487              |
| Grangettes                | 143              | 336              |
| La Folliaz                | 885              | 991              |
| Le Châtelard              | 343              | 748              |
| Massonnens                | 431              | 424              |
| Mézières                  | 933              | 895              |
| Montet (Glâne)            | 268              | 220              |
| Romont                    | 4185             | 1090             |
| Rue                       | 1090             | 1120             |
| Siviriez                  | 1917             | 2027             |
| Torny                     | 700              | 1020             |
| Ursy                      | 1583             | 892              |
| Villaz-Saint-Pierre       | 950              | 553              |
| Villorsonnens             | 1163             | 1550             |
| Vuarmarens                | 362              | 375              |
| Vuisternens-devant-Romont | 1861             | 2409             |